# Îlot de Colom

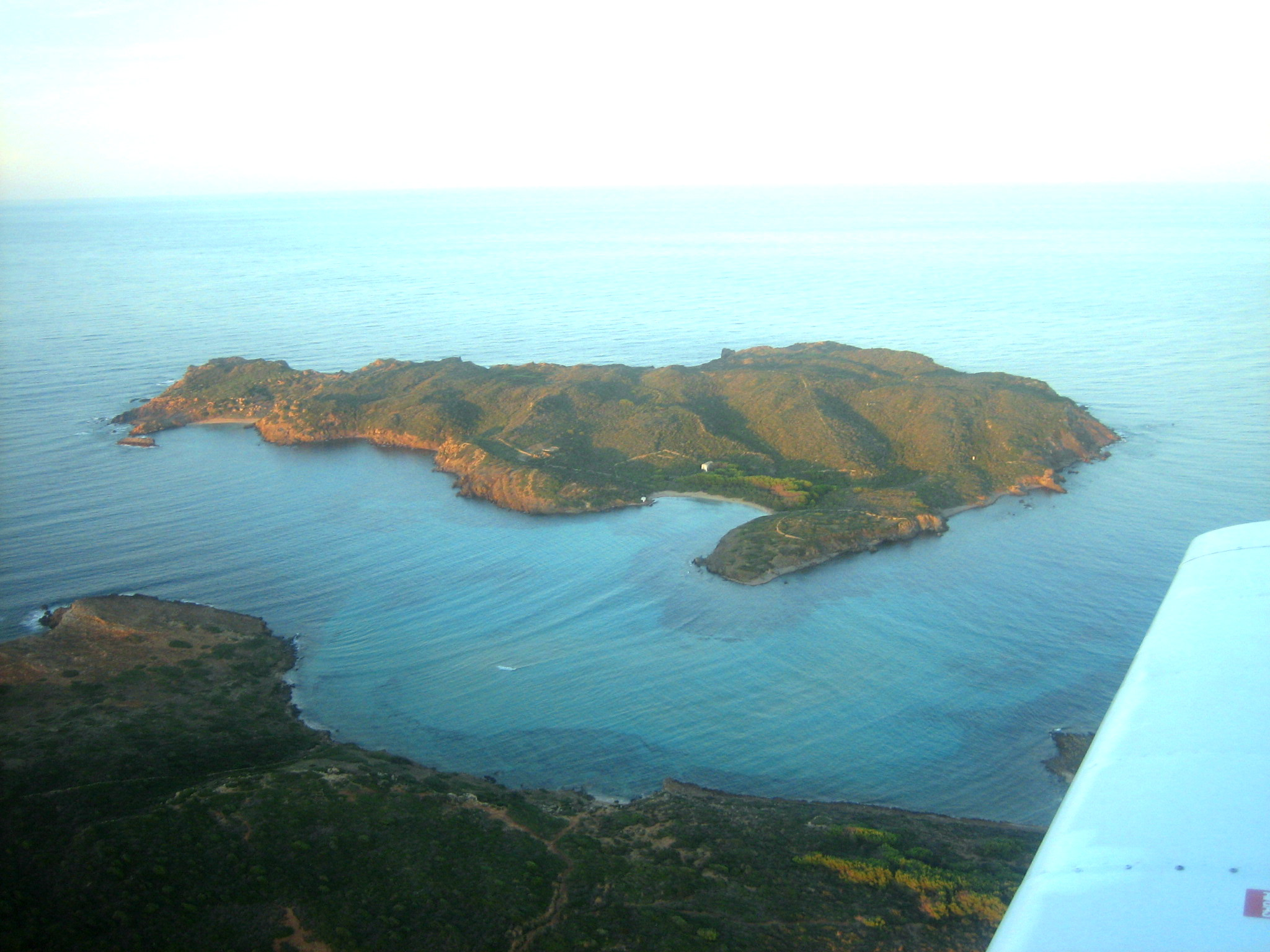
L'îlot de Colom

L'îlot de Colom (Illa d'en Colom) est situé à proximité de l'île de Minorque aux Baléares. 
Il est le plus grand des îlots qui entourent cette île.

## Géographie
L'îlot se situe à environ deux cents mètres de la côte nord-est de l'île de Minorque. Sa superficie avoisine cinquante-neuf hectares (582,706 m2). Il fait partie de la réserve naturelle de S'Albufera des Grau.
Son milieu nature abrite notamment des fleurs et des oiseaux.
Il présente deux belles plages de sable fin, abritées, le long de sa côte ouest, en face de la côte minorquine.
Il est administré par la municipalité de Mahón.

## Histoire
Les ruines d'une basilique paléochrétienne du IXe siècle, découverte en 1967, témoignent de l'occupation précoce du lieu.
Une ferme ancienne rappelle l'activité agricole.
Au XVIIIe siècle, en 1785, l'île sert de premier lieu d'accueil (lazaret) pour les anciens esclaves espagnols, libérés d'Algérie.
Au début du XXe siècle, l'îlot est exploité pour ses minerais, en particulier de fer, de zinc et de cuivre. Il est alors une propriété familiale.
Vendu une première fois en 2010, il est remis en vente à la suite d'un désaccord entre ses copropriétaires. En 2018, un homme d'affaires nord-américain fait l'acquisition de l'îlot.

## Flore et Faune
La végétation est formée par des plantes de maquis. La communauté de Launaea cervicornis est une espèce endémique des Baléares qui forme des petits coussins épineux. L'arbuste ligneux Daphne rodriguezii est une espèce endémique de la côte Est de Minorque et de l'île de Colom.
Le tamaris est une autre plante assez caractéristique de l'île. Il s'agit d'une espèce d'origine africaine que l'on trouve sur la plage des Tamaris à laquelle elle donne son nom.
En ce qui concerne la faune, l'île regorge d'oiseaux marins. On y trouve le goéland leucophée (Larus michahellis), le grand cormoran (Phalacrocorax carbo) et le cormoran huppé (Phalacrocorax aristotelis), le puffin des Anglais (Puffinus puffinus) et le puffin de Scopoli (Calonectris diomedea). On peut également y voir le milan royal (Milvus milvus), le balbuzard pêcheur (Pandion haliaetus) et deux espèces de faucon: le faucon pélerin (Falco peregrinus) et le faucon d'Eléonore (Falco eleonorae).
La faune terrestre comprend une sous-espèce endémique du lézard baléare, le Podarcis lilfordi brauni, de couleur bleue.